# أغيوس كيريكوس
أييوس كيريكوس (Άγιος Κήρυκος) هي مدينة في ساموس في اليونان.
يبلغ عدد سكانها حوالي 1847 نسمة.